# ジョージタウン郡区 (ミシガン州オタワ郡)
ジョージタウン郡区（英: Georgetown Charter Township）は、アメリカ合衆国ミシガン州ロウアー半島の南西部オタワ郡の郡区である。ある程度の自治権を付与されたチャーター郡区の形態を採っている。2010年国勢調査での郡区人口は46,985 人だった。ハドソンビル市がジョージタウン郡区の西に隣接してある。東側の非法人化町であるジェニソンは郡区に囲まれるようにしてあり、その人口は郡区人口の約半分である。
グランドラピッズ＝ワイオミング大都市圏に属しており、都市圏人口は2014年推計で100万人を超えている。

## 地理
アメリカ合衆国国勢調査局に拠れば、郡区の全面積は34.1平方マイル (88 km2)であり、このうち陸地33.5平方マイル (87 km2)、水域は0.6平方マイル (1.6 km2)で水域率は1.91%である。

## 歴史
ヨーロッパ系アメリカ人によるジョージタウン地域の開拓は1834年に、ハイラムとサミュエルのジェニソン兄弟によって始められた。

## 人口動態
以下は2000年の国勢調査による人口統計データである。
| 基礎データ - 人口: 41,658 人 - 世帯数: 14,099 世帯 - 家族数: 11,138 家族 - 人口密度: 480.7人/km2（1,244.9 人/mi2） - 住居数: 14,442 軒 - 住居密度: 166.6軒/km2（431.6 軒/mi2） 人種別人口構成 - 白人: 96.99% - アフリカン・アメリカン: 0.58% - ネイティブ・アメリカン: 0.18% - アジア人: 0.91% - 太平洋諸島系: 0.02% - その他の人種: 0.54% - 混血: 0.79% - ヒスパニック・ラテン系: 1.67% | 年齢別人口構成 - 18歳未満: 29.4% - 18-24歳: 10.9% - 25-44歳: 27.5% - 45-64歳: 21.6% - 65歳以上: 10.6% - 年齢の中央値: 34歳 - 性比（女性100人あたり男性の人口） - 総人口: 95.1 - 18歳以上: 91.7 世帯と家族（対世帯数） - 18歳未満の子供がいる: 41.0% - 結婚・同居している夫婦: 71.9% - 未婚・離婚・死別女性が世帯主: 5.1% - 非家族世帯: 21.0% - 単身世帯: 15.7% - 65歳以上の老人1人暮らし: 7.6% - 平均構成人数 - 世帯: 2.92人 - 家族: 3.29人 | 収入と家計 - 収入の中央値 - 世帯: 58,936米ドル - 家族: 65,557米ドル - 性別 - 男性: 50,111米ドル - 女性: 28,894米ドル - 人口1人あたり収入: 22,323米ドル - 貧困線以下 - 対人口: 4.5% - 対家族数: 1.9% - 18歳未満: 3.0% - 65歳以上: 5.0% |

## 郡区の中の町
- ハドソンビル市（人口7,116人＠2010年）
- ジェニソン（未編入町、国勢調査指定地域、人口16.538人＠2010年）